# Jean-Paul Brighelli
Jean-Paul Brighelli, né le 23 septembre 1953 à Marseille, est un enseignant, chroniqueur, romancier et essayiste français.
Connu pour ses critiques du système éducatif français, il est d'abord engagé à gauche puis proche du parti Debout la France qu'il quitte en 2017.

## Biographie

### Origines et formation
Après avoir été policier, son père, Jacques Brighelli, professeur certifié et docteur ès lettres,  enseigne d'abord en lycée puis en université (IUT Saint-Jérôme, université Aix-Marseille III). En novembre 1982, il devient le premier président élu de l'université de Corse, implantée à Corte.
Jean-Paul Brighelli fait ses études secondaires au lycée Saint-Charles de Marseille de 1964 à 1970, année où il passe le baccalauréat en candidat libre à la fin de sa première[réf. nécessaire].
Après deux ans en hypokhâgne et khâgne au lycée Thiers, il est admis en 1972 à l'École normale supérieure de Saint-Cloud.
Il réussit l'agrégation de lettres modernes en 1975.

### Enseignement
En 1977, il est affecté en Normandie, au collège du Neubourg dans l'Eure, où il reste cinq ans. De 1983 à 1988, il est successivement en poste au lycée La Bruyère à Versailles puis au lycée de l'Essouriau aux Ulis, au lycée Fragonard (L'Isle-Adam) et au lycée de Montgeron. De 1988 à 1998, il exerce au lycée Robert-Doisneau, proche du quartier des Tarterêts à Corbeil-Essonnes. En 1998, il est nommé au Lycée Mermoz de Montpellier et en 2003 au lycée Joffre de Montpellier en classes préparatoires aux grandes écoles (CPGE) en PCSI.
De 2008 à 2021, il est professeur de lettres en CPGE au lycée Thiers de Marseille. Il a été aussi chargé de cours en littérature des XVIIe et XVIIIe siècles à l'École normale supérieure de Saint-Cloud et à l'université Paris III. Il prend sa retraite en novembre 2020, à 67 ans, après 45 ans d'enseignement.
Il a été membre du jury du CAPES externe de lettres modernes de 2005 à 2010.

### Parcours politique
Il indique avoir été maoïste au début des années 1970.
Lors du premier tour de l'élection présidentielle de 2002, il vote, selon les sources, pour l'extrême gauche ou pour Jean-Pierre Chevènement.
En 2006, il assure n'avoir aucun lien avec la droite ni avec l'extrême droite, affiche « ses préférences pour Laurent Fabius et sa détestation de Ségolène Royal », et indique que « tout [son] passé [le] porte à gauche. »
Lors du second tour de l'élection présidentielle de 2007, il préfère Nicolas Sarkozy à Ségolène Royal ; Xavier Darcos l'en remerciera publiquement lors de la remise de sa Légion d'honneur en octobre 2009.
Fin 2009, il semble se rapprocher du MoDem : en novembre 2009, son invitation à une rencontre PC-Verts-PS-MoDem sur le thème de l'éducation est controversée, au point d'être annulée par Vincent Peillon.
Il rejoint Debout la France en janvier 2015, en tant que délégué national à l'École de la République ; il est également conseiller éducation du président du parti, Nicolas Dupont-Aignan. En 2016, il participe aux « Estivales de Marine Le Pen » organisées à Fréjus.
S'il affirme qu'il « adhère à 80 % » au programme du FN sur l'éducation et situe ce parti « plus à gauche que le PS » sur ce plan, il se garde de le cautionner sur d'autres thématiques. Il plaide pour une union entre souverainistes de droite et de gauche pour l'élection présidentielle de 2017,. En vue du second tour, il annonce son intention de voter pour Marine Le Pen car pour lui, « l’élection de Macron ouvrira la porte à un vrai parti d’extrême-droite. […] Continuons dans le libéralisme qui plaît tant aux bobos et aux dignitaires de gauche et de droite — tous ceux qui trouvent que la gamelle est bonne —, et avant cinq ans nous aurons l’émeute. »
En avril 2018, il signe le manifeste contre le nouvel antisémitisme paru dans Le Parisien.

### Décoration
- 2009 : Chevalier de la Légion d'honneur[16]

## Manuels. essais et romans
Jean-Paul Brighelli est l'auteur ou le coauteur d'un grand nombre d'ouvrages parus chez différents éditeurs.
Il écrit de nombreux ouvrages pédagogiques destinés aux lycéens et aux étudiants. Au début des années 1980, il est le coauteur, avec Christian Biet et Jean-Luc Rispail, d'une série de manuels de français publiés chez Magnard, « dont la richesse et l’intelligence furent unanimement reconnues ». Il rédige également plusieurs ouvrages, dont des annales, pour les lycéens des séries littéraires et les étudiants de BTS.
Il publie également un grand nombre d'essais sur des écrivains et œuvres littéraires (Sade, Alexandre Dumas, Maupassant, Malraux, Les Liaisons dangereuses, etc.), sur des sites (le mont Saint Michel) ou régions géographiques (en particulier sur la Corse). Parallèlement, il publie des récits de fiction, d'abord à caractère érotique et sous pseudonyme (voir plus bas), puis dans le genre policier :  Pur porc (éd. Ramsay 2003). Ce roman est réédité en 2009 par Balland sous le titre Viande froide, puis adapté au cinéma en 2011 par Antoine Santana sous le titre Main basse sur une île diffusé sur Arte, avec François Berléand. Il préface en 2010 La Croisière du Dazzler de Jack London (éd. Phébus), puis en 2011 Les perles des bulletins de notes.
D'autres romans suivent : en 2017, Noirs dessins (lArchipel), Soleil noir (2024) et Les Nuits de Topkapi (2025), tous édités à l'Archipel. Les deux derniers, premiers éléments d'une trilogie, appartiennent au genre du roman historique et se situent sous le règne de Louis XIV, dans les années qui suivent la révocation de l'édit de Nantes (1685).
Jean-Paul Brighelli a été nègre littéraire : il a rédigé ou corédigé de nombreux ouvrages parus sous la signature d'hommes politiques, de publicitaires ou de journalistes,, dont en 2002 Un homme en colère pour Jean-Louis Borloo, dont il raconte qu'il lui demandait à pouvoir apparaître comme ministrable autant par Lionel Jospin que par Jacques Chirac. Il a également corédigé avec Laurent Schwartz un livre sur le cancer.

## Propos sur l'éducation

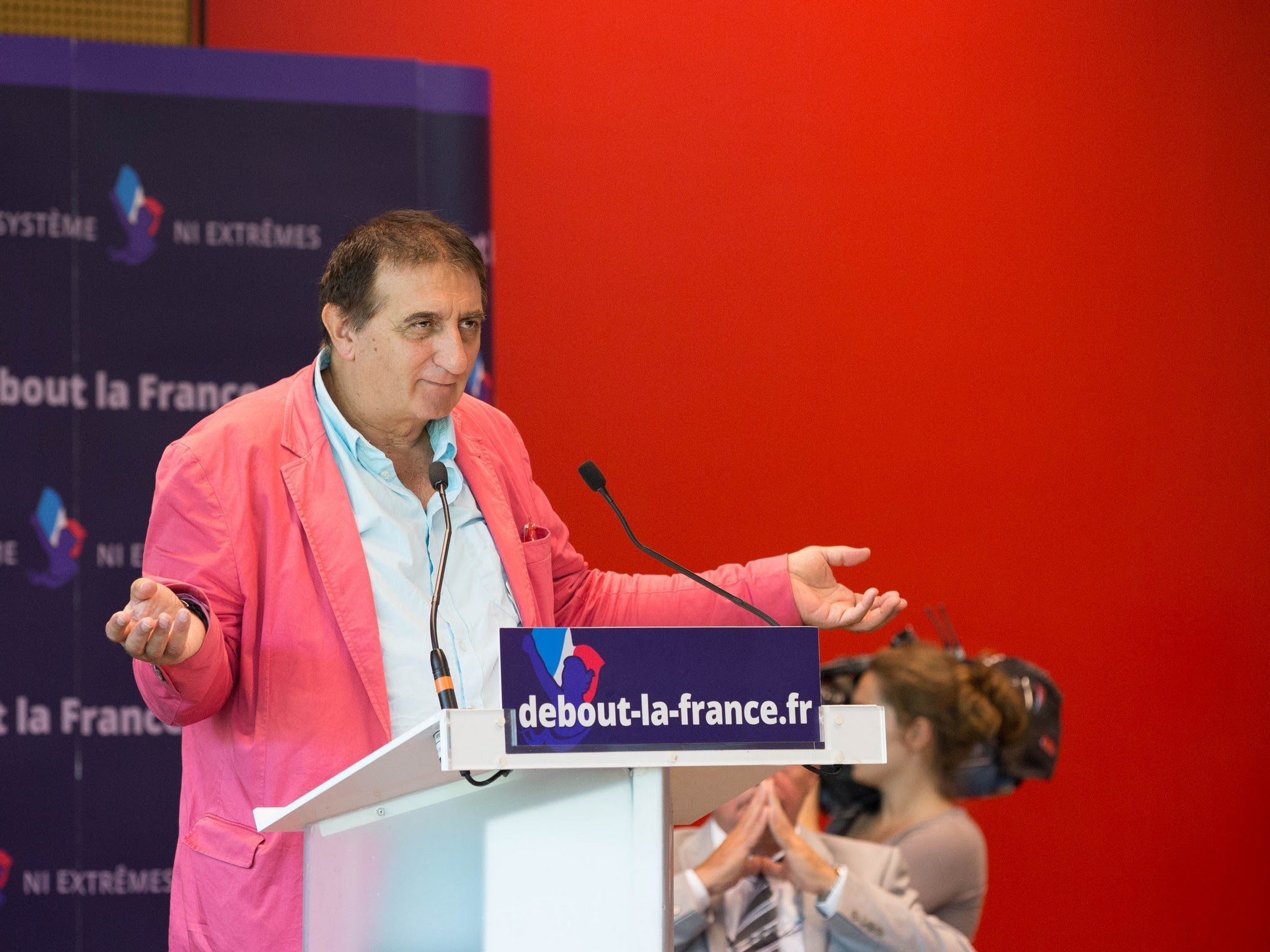
Jean-Paul Brighelli à l'université d'été de Debout la France de 2015.

Jean-Paul Brighelli est révélé au grand public en 2005, lors de la parution aux éditions Gawsewitch de La Fabrique du crétin, premier opus d'une série de quatre ouvrages fustigeant le déclin du système scolaire français au cours des dernières décennies, et cherchant à y apporter des solutions. Après La Fabrique du crétin en 2005 et À bonne école en avril 2006, il publie Une école sous influence ou Tartuffe-Roi en octobre 2006 puis Fin de récré en 2008. Le second volet de La Fabrique du crétin paraît en mars 2022.
En juin 2017, après les élections, il est remercié du Point pour ce qu'il appelle son « enthousiasme insuffisant à la vague aujourd'hui en marche ». Il travaille dès lors pour Marianne (critique littéraire) et Causeur (arts et politique).
Appelant de ses vœux « une refondation de l'école », il milite en particulier contre les options des « pédagogistes » représentés par Philippe Meirieu et pour un retour aux fonctions traditionnelles de l'école : la transmission des savoirs, l'apprentissage de connaissances et l'élitisme républicain. Pour atteindre ces objectifs, il est favorable à la suppression du collège unique (mis en place, en 1975, par René Haby), la rénovation de la classe de seconde, la sélection des lycéens à l'entrée de l'université et la restauration de l'IPES pour choisir et former les futurs enseignants.
En 2007-2008, il collabore à l'élaboration des nouveaux programmes du primaire, puis à la réécriture des programmes de français en collège.
Après de nombreuses années passées au SNES, Jean-Paul Brighelli rejoint en 2007 le SNALC, qui lui semble « le moins réactionnaire des syndicats ». Il est accusé par le SNUipp, qui appartient à la même fédération que le SNES, de « surfer sur des propos récoltés au café du commerce ».
Candidat sur la liste de l’Union pour l’école républicaine (regroupant notamment le SNALC, le SNCL ou le SCENRAC-CFTC) pour le Comité technique ministériel de l’Éducation nationale, du 13 au 20 octobre 2011.
De 2005 à 2012, Jean-Paul Brighelli tient un blog intitulé Bonnet d'âne, consacré à l'éducation et hébergé par le site du journal Le Midi libre, dans lequel il prolonge la réflexion menée dans ses livres et invite ses lecteurs, sympathisants et détracteurs à s'exprimer. Il met un terme à ce blog en mai 2012, puis lui redonne naissance sur le site Causeur en septembre 2012, en le réorientant largement vers l'érotisme.
En 2014, il commente les conséquences sur l'éducation de la stratégie de Lisbonne, axe de politique économique et de développement de l'Union européenne, estimant que le Conseil européen impose ses décisions à l'Éducation nationale, subordonnant la connaissance à l'économie, avec pour seul objectif d'augmenter l'employabilité de la population, au détriment d'une solide culture générale.
En 2015, il porte un regard très critique sur la réforme de l'enseignement au collège de Najat Vallaud-Belkacem, en déclarant qu'il n'y a « rien à garder, à part les bonnes intentions. »

## Critiques et polémiques
Suzanne Bauer pour les Cahiers pédagogiques et Pierre Frackowiak, inspecteur de l'Éducation nationale, considèrent que ces écrits comportent un grand nombre de contre-vérités, de généralisations hâtives et ne reposent sur aucune donnée fiable. Jean-Paul Brighelli, répondant à Pierre Frackowiak, parle de « malhonnêteté intellectuelle ».
Philippe Meirieu considère Jean-Paul Brighelli comme « un rétro-penseur » aux « lubies réactionnaires » et l'accuse de « généraliser des exemples pour étayer un livre (La Fabrique du crétin) dont le titre est insultant pour les enseignants. » Jean-Michel Zakhartchouk, autre rédacteur des Cahiers pédagogiques, reproche à Jean-Paul Brighelli « un simplisme outrancier » et une « incroyable prétention ».
Membre du jury du CAPES de lettres modernes, Jean-Paul Brighelli est invité à démissionner de cette fonction le 10 mai 2006 par le président du jury, Alain Pagès. Ce dernier lui reproche ses prises de position critiques sur l'évolution de l'éducation, qui ont été extrêmement mal perçues par d'autres membres du jury et ont provoqué la mise en place d'une pétition contre sa présence en son sein. Cette mise à l'écart suscite beaucoup d'émotion, et Gilles de Robien, alors ministre de l'Éducation, demande que l'affaire soit éclaircie. Jean-Paul Brighelli est réintégré deux jours plus tard, l'inspection générale affirmant : « Tout cela n'était qu'un malentendu, apaisons les esprits. »
En janvier 2008, Laurent Lafforgue, mathématicien et auteur de la préface de À bonne école, s'en prend avec virulence à Jean-Paul Brighelli. Il lui reproche d'insulter « la foi religieuse en général, la foi chrétienne en particulier, l'Église catholique et jusqu'à la personne du Christ », ainsi que de faire preuve d'« une pensée indigente » dans son ouvrage Une école sous influence ou Tartuffe-Roi. Après l'avoir soutenu pendant plusieurs années, Laurent Lafforgue l'accuse d'avoir abusé sa confiance et d'avoir exploité à son propre profit le problème du délabrement du système éducatif : « M. Brighelli avait trouvé dans la ruine de l'école une mine d'or à exploiter au moyen de livres faciles. »
En novembre 2015, Jean-Paul Brighelli publie dans Le Point une tribune que la ministre Najat Vallaud-Belkacem considère comme sexiste.
À partir de septembre 2020, Jean-Paul Brighelli et des collectifs de parents dénoncent des dégâts supposément causés par l'obligation faite aux enfants (6-10 ans) de porter un masque à l'école,,, dans le cadre de l'opposition à la politique anti-Covid-19.

## Publications
- Textes et Contextes (4 volumes), Anthologie de textes littéraires, avec Christian Biet et Jean-Luc Rispail, éditions Magnard, 1981-1983.
- Guide des auteurs, de la critique, des genres, et des mouvements. Index des 4 tomes de la collection "Textes et contextes", avec Christian Biet et Jean-Luc Rispail, éditions Magnard, 1985.
- Le Langage, recueil de textes linguistiques et non-linguistiques, à l’usage des classes préparatoires H.E.C., librairie Belin, coll. DIA, 1986.
- Alexandre Dumas ou les aventures d'un romancier, avec Christian Biet et Jean-Luc Rispail, Gallimard, coll. « Découvertes Gallimard/ Littératures » (no 12), (traduit en russe), 1986.
- André Malraux : La création d'un destin, avec Christian Biet et Jean-Luc Rispail, Gallimard, coll. « Découvertes Gallimard/ Littératures » (no 18), 1987.
- Entre ciel et mer, le Mont Saint-Michel (rééd. augmentée mai 2001), Éditions Gallimard, coll. « Découvertes Gallimard/ Culture et société » (no 28), 1987.
- Littérature (2 volumes), Anthologie de textes littéraires, avec Christian Biet et Jean-Luc Rispail, éditions Magnard, 1987-1988.
- Édition critique, accompagnée d'une biographie des auteurs, de Bel-Ami et de La Princesse de Clèves, Larousse, coll. « les Grands Classiques », 1989.
- Les Passagers du temps, Français 6e, Magnard, 1990.
- Les Surréalistes, Une génération entre le rêve et l'action, avec Christian Biet et Jean-Luc Rispail, Gallimard, coll. « Découvertes Gallimard/ Littératures » (no 109), 1991.
- Haute-Corse et Corse-du-Sud, Guides-Gallimard, 1993.
- Mémoires d'Europe, 3 volumes d'anthologie des littératures européennes, avec Ch. Biet, Gallimard « Folio », 1993.
- BTS Français, avec Isabelle Mimouni, Éditions Vuibert, 1994.
- Saint John Perse — Un siècle d'écrivains (documentaire de Jean-Denis Boman, 1996, France 3) - scénario et commentaire, 1996.
- Le Mont Saint-Michel vu par l'art et la littérature, ouvrage collectif, Éditions du Patrimoine, 1998.
- "Poker menteur", nouvelle, Air France Magazine, novembre 1998.
- Les Liaisons dangereuses, étude générale, Ellipses, 1998.
- Maupassant, la vie et l’œuvre, Ellipses, 1999.
- « Cap Corse, voyage en solitaire », nouvelle, Air France Magazine, juin 1999.
- L'Abbaye du Mont-Saint-Michel, Gallimard, coll. « Octavius », 1999.
- Sade, Larousse, coll. La Vie, La Légende, 2000.
- Le théâtre, bac français 2nde et 1re : Genres et registres, textes et représentations, Magnard, coll. Totem, 2002.
- L'Argumentation, Bac français 2de - 1re : Démontrer, convaincre, persuader et délibérer, avec Michel Dobransky, Magnard, coll. Totem, 2002.
- Pur porc, roman, Ramsay. Réédition sous le titre Viande froide, Balland, 2003.
- Jardins parisiens à la Belle Époque, Éditions du Patrimoine, 2004.
- La Corse : Île de Beauté, Terre de Liberté, Gallimard, coll. « Découvertes Gallimard/ Culture et société » (no 452), 2004.
- La Fabrique du crétin — La mort programmée de l'École Jean-Claude Gawsewitch Éditeur, 2005.
- Faits divers, faits d’amour, nouvelles, Hugo doc, 2006.
- À bonne école, Jean-Claude Gawsewitch édition, 2006.
- Une école sous influence ou Tartuffe-roi, Jean-Claude Gawsewitch édition, 2006.
- Fin de récré, Jean-Claude Gawsewitch édition, 2008.
- Tireurs d'élites, Plon, 2010.
- Main basse sur une île, film d'Antoine Santana d'après Pur porc — scénario et dialogues, 2011.
- Après le bac, Mode d'emploi, avec Valérie Pécresse, Plon, 2012.
- La Société pornographique, Paris, François Bourin éditeur, 2012, 130 p. (ISBN 978-2-84941-312-8)
- Tableau noir, Paris, Hugo doc, 2014, 229 p. (ISBN 978-2-7556-1712-2)
- Liberté : Egalité : Laïcité, Paris, Hugo doc, 2015, 190 p. (ISBN 978-2-7556-1923-2)
- Voltaire ou le djihad : Le suicide de la culture occidentale, Paris, Éditions de l'Archipel, 2015, 220 p. (ISBN 978-2-8098-1766-9)
- Noirs dessins, roman, Editions de l'Archipel, 2017.
- C'est le français qu'on assassine, essai, Hugo et Cie, coll. Paradoxe, 2017.
- La Fabrique du crétin — Vers l'apocalypse scolaire, Paris, Éditions de l'Archipel, 2022
- L'école à deux vitesses : essai, Paris/72-La Flèche, L'Archipel, 2023, 260 p. (ISBN 978-2809848144)
- Soleil noir, roman, Éditions de l'Archipel, juin 2024
- L'École sous emprise, essai, Éditions de l'Archipel, août 2024.
- Les Nuits de Topkapi, roman, L'Archipel, juin 2025.

Sous le pseudonyme de Florence Dugas, il dit être l'auteur de :
- 1996 : Dolorosa soror, éditions Blanche.
- 1997 : L'Évangile d'Eros, éditions Blanche.
- 1999 : Post-scriptum, éditions Blanche.

La première à avoir attribué les romans signés Florence Dugas à Jean-Paul Brighelli fut une blogueuse du nom d'Aurora. Contredisant Brighelli, Steve Haldeman a considéré que la jeune femme était l'auteur effectif de ces trois romans — et de quelques nouvelles insérées dans divers recueils parus aux Éditions Blanche. Interrogé par Steve Haldeman sur son blog, puis par Vivian Petit dans la revue Commune, Franck Spengler, éditeur des ouvrages de Florence Dugas, contredit les propos de Brighelli, afin de maintenir la fiction Florence Dugas.
Jean-Paul Brighelli dit être également l'auteur de L'Étudiante (éditions Blanche, 2007), un récit qui se situe dans le prolongement du Lien, de Vanessa Duriès, et qui a été publié pour relancer ce roman. Sur ce point, ses propos sont confirmés par l'éditeur Franck Spengler.
Sous le pseudonyme de Hugo Trauer (pseudonyme inspiré par Trauer und Melancholia de Sigmund Freud) :
- 2004, Les Patientes, carnets secrets d'un psychanalyste, éditions Blanche.

### Directeur de collections
- 1986-1990. Textes/ Contextes, avec Christian Biet et Jean-Luc Rispail (Magnard).
- 1993. Les Écrivains du Bac, avec Christian Biet et Anne Brunswic (Gallimard).
- 1988-1993. Folio-Junior/ Édition spéciale, avec Christian Biet et Jean-Luc Rispail (Gallimard).
- 1995. Trésor (Hachette).
- 1995-2001. Studio (Vuibert).
- 2000-2003. Classiques et contemporains, avec Michel Dobransky (Magnard).